# Phreatoicopsis terricola
Phreatoicopsis terricola là một loài chân đều trong họ Phreatoicopsidae. Loài này được Spencer & Hall miêu tả khoa học năm 1896.